# Thriller (pjesma)
Thriller je pjesma američkog izvođača Michaela Jacksona s njegovog šestog studijskog albuma istog imena. Izdana je kao singl 23. siječnja 1984. od strane glazbene kuće Epic Recordsa. Napisao ju je i skladao Rod Temperton, a producirali Michael Jackson i Quincy Jones. Ukupno je sedmi singl s Thriller albuma i promovirana je najpoznatijim glazbenim videom ikad Michael Jackson's Thriller. 

## Nastanak pjesme
Thriller je napisao i skladao Rod Temperton. Temperton je već surađivao s Jacksonom i na njegovom prethodnom albumu Off The Wall i za njega je napisao nekoliko disco hitova kao što su Rock With You i Off The Wall. Originalan demo se zapravo zvao „Starlight“ i imao je potpuno drugačije riječi pjesme, ali glazba je ostala ista. Quincy Jones je pritom rekao Tempertonu da je on upravo stvorio naslov za Jacksonov album. Na Tempertona je to ostavilo dojam i danima je smišljao novi naslov za svoju pjesmu jer je osjećao da „Starlight“ nije dovoljno dobar. Izjavio je: Jedne noći sam sjedio u hotelskoj sobi i razmišljao o naslovu pjesme. Pritom mi je došlo na pamet da je nazovem „Midnight Man“. Kada sam se ujutro probudio ta riječ mi je jednostavno došla i znao sam da je upravo to pravi naslov - Thriller'. 

## Glazba i snimanje
Thriller je plesno orijentirana skladba s elementima dance-popa, funka i disca. Osim standardnih pratećih vokala i instrumenata korištenih na snimanju, u pjesmi se mogu čuti i zvukovni efekti s horora filmova kao što su zavijanje vukova, grmljavina, hujanje vjetra, kucanje i koraci te prodorno otvaranje vrata. 
Thriller pjesma je bila snimljena 1982. u roku od 8 tjedana. Snimanje se odvijalo u Westlake Recording Studios na Santa Monica bulevaru u Los Angelesu. Da bi se postigao dojam pravog trilera, na snimanje je pozvan Vincent Price, glumac poznat po svom glasu i smijehu korištenom u mnogim hollywoodskim hororima. On je dodao svoj rap na kraju pjesme.

## Pozicija na glazbenim ljestvicama
Thriller je bio dobro prihvaćen među kritičarima koji su ga opisivali kao funky pjesmu s odličnom bas linijom i jednu od Jacksonovih najprepoznatljivijih pjesama.
Isprva, pjesma je zauzela lošiju poziciju na američkoj Bilboard Hot 100 ljestvici singlova nego što je očekivano, ali u roku od 3 tjedna probila se u top 10 i zasjela na sedmom mjestu. Na europskim listama Thriller je imao odličan uspjeh i u skoro svakoj zemlji se probio u top 20.
| Lista (1983/1984)                  | Najveća pozicija |
| ---------------------------------- | ---------------- |
| Australija                         | 4                |
| Belgija                            | 1                |
| Danska                             | 3                |
| Nizozemska                         | 3                |
| Francuska                          | 1                |
| Njemačka                           | 21               |
| Irska                              | 4                |
| Novi Zeland                        | 12               |
| Norveška                           | 7                |
| Španjolska                         | 1                |
| Švedska                            | 20               |
| Švicarska                          | 1                |
| Ujedinjeno Kraljevstvo             | 10               |
| SAD Billboard Hot 100              | 4                |
| SAD Bilboard Dance Music/Club Play | 1                |

## Promocija
Glazbeni video za Thriller, originalno nazvan Michael Jackson's Thriller, je pušten mjesec dana prije pjesme. To je kratki film u trajanju od 14 minuta koji miješa elemente horor filma i glazbenog spota. Vidi: Thriller